# Maurici de Nassau
|  | Aquest article tracta sobre el Príncep d'Orange. Si cerqueu el governador de Nova Holanda, Maurício de Nassau, vegeu «Joan Maurici de Nassau-Siegen». |

Maurici de Nassau (neerlandès: Maurits van Oranje; 14 de novembre de 1567 – 23 d'abril de 1625) va ser el sobirà Príncep d'Orange des del 1618. Maurici també va ser stadtholder de les Províncies Unides dels Països Baixos (excepte la Província de Frísia) des del 1585 fins a la seva mort el 1625.
Maurici organitzà la rebel·lió neerlandesa contra la Monarquia Hispànica per a fer-la coherent i exitosa, i va guanyar fama d'estrateg militar. Cap a finals del segle xvi, l'exèrcit de les Províncies Unides estava compost per 20.000 homes d'infanteria i 2.000 de cavalleria, sense comptar la important flota de guerra neerlandesa. va desenvolupar una tàctica nova per contrarestar el tercio. mantenint la tàctica del caracole en la cavalleria, va reduir les dimensions de les unitats d'infanteria a 500 o 600 homes, seguint el model del manípul de 550 homes, que donava mobilitat perdent capacitat de foc, amb deu files de 60 homes de rang. El nou sistema permetia formacions linears mòbils que disparaven els mosquets per files, en les què la primera fila disparava i passava al fons per recarregar, així deu o menys files feien foc continu. Un regiment, d'uns 1200 homes es componia de piquers i mosqueters, incloent dos batallons i estat major i auxiliars no combatents, i els batallons s'organitzaven en companyies de 80 a 100 homes comandats per un capità. El nou sistema va conduir a la victòria a la batalla de Niewpoort el 2 de juliol de 1600, i fent que els exèrcits europeus e fixessin en la nova tàctica. També va construir fortificacions a Holanda i Zelanda amb la novedosa traça italiana dissenyades per contrarestar les tàctiques d'expugnació de muralles medievals, que eren altes i primes, i vulnerables a l'artilleria, que feia forats per on entrava la infanteria a la càrrega.
Durant la treva dels dotze anys van sorgir noves divisions religioses i polítiques dins la República. Els seguidors del clergue anticalvinista Jacobus Arminius, els Remonstrants, van entrar en un conflicte amb els seguidors de Franciscus Gomarus, els contrarremonstrants. A més d'una diferència d'opinió religiosa, hi va haver principalment un conflicte polític perquè els Remonstrants eren més republicans que els contrarremonstrants, que creien en una posició forta de la Casa d'Orange, i els Remonstrants havien estat a favor de l'armistici mentre els contraremonstrants en contra. Johan van Oldenbarnevelt estava al costat dels Remonstrants i Maurici es va fer costat als contrarremonstrants. El corrent d'Oldenbarnevelt només va triomfar en Amsterdam, i el corrent més radical es va imposar en la resta dels estats. El conflicte es va intensificar amb un cop d'estat de Maurici i el seu exèrcit, Van Oldenbarnevelt va ser arrestat i condemnat per alta traïció. En el Sínode de Dort de 1618–19 al que els tretze pastors armininianistes, encapçalats per Simon Episcopius, varen ser exclosos, es va establir la victòria de l'escola calvinista i es va declarar la teologia remonstrant contrària a les Escriptures. El 13 de maig de 1619 Van Oldenbarnevelt va ser decapitat al Binnenhof de l'Haia i Maurici es va convertir a més de cap militar en el líder polític indiscutible de la República.
El seu nom va donar lloc a l'Illa Maurici el 1598, a partir de quan aquesta va ser una possessió neerlandesa.
Maurici era fill de Guillem el Silenciós i de la princesa Anna de Saxònia i nasqué al castell de Dillenburg. Va rebre el nom del seu avi per part de la mare del príncep elector Maurici de Saxònia.
Maurici mai va arribar a casar-se, però va ser pare de fills il·legítms amb Margaretha van Mechelen i Anna van de Kelder.